# Răcășdia
Răcășdia (en hongrois : Rakasdia) est une commune du județ de Caraș-Severin en Roumanie.